# Morristown (Tennessee)
Morristown is een plaats (city) in de Amerikaanse staat Tennessee, en valt bestuurlijk gezien onder Hamblen County en Jefferson County.

## Demografie
Bij de volkstelling in 2000 werd het aantal inwoners vastgesteld op 24.965.
In 2006 is het aantal inwoners door het United States Census Bureau geschat op 27.020, een stijging van 2055 (8,2%).

## Geografie
Volgens het United States Census Bureau beslaat de plaats een oppervlakte van
54,1 km², geheel bestaande uit land. Morristown ligt op ongeveer 391 m boven zeeniveau.

## Plaatsen in de nabije omgeving
De onderstaande figuur toont nabijgelegen plaatsen in een straal van 24 km rond Morristown.